# توقيعه على الأشياء كلها (رواية)
توقيعه على الأشياء كلها (بالإنجليزية: The Signature of All Things)‏ رواية أدبية للكاتبة إليزابيث جيلبرت نُشرت عام 2013 وأُدرجت ضمن القائمة الطويلة لجائزة بايلز للسيدات للخيال.

## لمحة عامة عن القصة
تدور القصة حول في القرن التاسع عشر حول فتاة تُدعى ألما ويتاكر وهي ابنة لمستكشفة نباتات، تقرر الدخول في عالم النباتات والعلوم، وتحديدًا في الطحالب.

## آراء حول الرواية
استقبلها الكتّاب استقبالاً ايجابيًا، حيث أشادت إليزابيث داي من صحيفة الجارديان بالشخصيات المعقدة داخل الرواية، ووصفت رحلة البطلة ألما بأنها رحلة عالمية على الرغم من البُعد الزمني للقصة. وصفت باربرا كينجسولفر من صحيفة نيويورك تايمز بأن الرواية هي تكريم عبقري للطبيعة حيث قدّمت الكثير من الأفكار والحقائق بطريقة غير مألوفة.